# 史戴西·奇屈
小華特·史戴西·奇屈（英語：Walter Stacy Keach Jr.，1941年6月2日—），美國男演員和旁白。在他的演藝事業中，時常飾演執法部門或作為私人偵探的角色。最知名的是米奇·斯皮蘭的虛構偵探麥克·漢默，在1980年代和1990年代的許多獨立電視電影和至少三部電視劇中都扮演過這個角色。麥克·漢默讓奇屈在1984年入圍了金球獎。
1988年憑藉電視迷你劇《海明威》（Hemingway）贏得金球獎迷你影集或電視電影類最佳男主角。2005年至2007年，他在人氣電視劇《越獄》飾演典獄長亨利·波普（Henry Pope）。

## 榮譽
2015年，奇屈入選美國戲劇名人堂。2019年，獲授予好萊塢星光大道的一顆星。

## 外部連結
- 官方网站
- 史戴西·奇屈在互联网电影资料库（IMDb）上的資料（英文）
- Cleft Palate Foundation （页面存档备份，存于）
- BroadwayWorld.com interview with Stacy Keach, September 23, 2008 （页面存档备份，存于）